# R盤
R盤（あ〜るばん、アールばん）とは、日本コロムビアにより2001年3月から2008年11月まで提供されていたオンデマンド形式でのCD販売サービスである。2008年12月以降はサービス名称を「オンデマンドCD」と変更し継続されていたが、それも2020年1月31日を以て終了した。
現在ではコロムビア以外のメーカーから販売されるオンデマンドCDを指しても総称として「R盤」の呼称が使われる。本項ではメーカー製オンデマンドCDの他、自主制作およびメーカー製CD-R製品についても記述する。

## 概要
元々は2000年代に日本コロムビアより開始された、オンデマンド生産方式の簡易装丁CD販売サービスである。その後2009年には、ミュージックグリッド（現・ビクターエンタテインメント〈二代目〉）により、オンデマンドCD販売サービスMEG-CD（現・レーベルオンデマンド）が開始され、以降はオンデマンド販売形式のCD-R製品全般を指し、便宜的にR盤と呼称されている。
ディスクメディアにはCD-Rが使用され、レコード会社が所有するオリジナル音源そのものを複製、またブックレットについてもオリジナルを元に再現、もしくは必要によりリデザインされた簡易装丁の復刻版であり、CD未発売のシングル盤、LP盤や需要の高い廃盤商品がラインナップされていた。これによりメーカーは廃盤製品をオリジナルにごく近い音質で、安価にユーザーに提供する事ができた。

### CD-R製品のバリエーション
前述のオンデマンドCDとは別に、生産が容易なCD-Rメディアはインディーズ、同人音楽といった自主制作分野の商品にて国内外でよく使われている。なお、需要に応じ再生産がなされる点がオンデマンドCDと共通するが、これらは本項で扱う意味のR盤には含まれない。またメーカー製プレスCDの店舗特典ディスクのような少数生産品や、ライブ会場で演奏された音源をその場でマスタリングし販売する「お持ちかえりCD」といった商品にCD-Rが用いられるが、これらも同様である。